# Agrostis purpurea
Agrostis purpurea é uma espécie de gramínea do gênero Agrostis, pertencente à família Poaceae.